# Адміністративний устрій Великобагачанського району
Адміністративний устрій Великобагачанського району — адміністративно-територіальний устрій Великобагачанського району, шляхом підпорядкування території району 2 селищним громадам, 2 сільським громадам, та 6 сільським радам, які об'єднують 74 населені пункти.

## Адміністративний устрій

### Список громадВеликобагачанського району
| № | Назва                             | Центр              | Населені пункти | Площа км² | Місце за площею | Населення (2001), чол. | Місце за населенням |
| - | --------------------------------- | ------------------ | --- | --------- | --------------- | ---------------------- | ------------------- |
| 1 | Великобагачанська селищна громада | смт Велика Багачка | смт Велика Багачка с. Багачка Перша с. Байрак с. Балюки с. Буряківщина с. Бутова Долина с. Володимирівка с. Гарнокут с. Довгалівка с. Затон с. Іванівка с. Мала Решетилівка с. Мар'янівка с. Перекопівка с. Пилипенки с. Пушкареве с. Радивонівка с. Семенівка с. Шепелі с. Широке с. Якимове |           |                 |                        |                     |
| 2 | Гоголівська селищна громада       | смт Гоголеве       | смт Гоголеве с. Грянчиха с. Дакалівка с. Підлуки с. Псільське с. Устивиця |           |                 |                        | 1                   |
| 3 | Білоцерківська громада            | с. Білоцерківка    | с. Білоцерківка с. Балаклія с. Баланди с. Бірки с. Вишняківка с. Герусівка с. Дзюбівщина с. Колосівка с. Коноплянка с. Красногорівка с. Лугове с. Морозівщина с. Огирівка с. Писарівщина с. Поділ с. Сидорівщина с. Стінки с. Шипоші                                                          |           |                 |                        |                     |
| 4 | Рокитянська сільська громада      | с. Рокита          | с. Рокита с. Андрущине с. Вишарі с. Говори с. Корнієнки с. Кравченки с. Мостовівщина с. Попове с. Трудолюбиве с. Цикали с. Шпирни |           |                 |                        |                     |

### Список сільських радВеликобагачанського району
| № | Назва                         | Центр            | Населені пункти                                                            | Площа км² | Місце за площею | Населення (2001), чол. | Місце за населенням |
| - | ----------------------------- | ---------------- | -------------------------------------------------------------------------- | --------- | --------------- | ---------------------- | ------------------- |
| 1 | Кротівщинська сільська рада   | с. Кротівщина    | с. Кротівщина с. Лукаші с. Скибівщина                                      |           |                 | 945                    | 6                   |
| 2 | Матяшівська сільська рада     | с. Матяшівка     | с. Матяшівка                                                               |           |                 | 965                    | 4                   |
| 3 | Михайлівська сільська рада    | с. Михайлівка    | с. Михайлівка с. Кульбашне с. Мар'янське                                   |           |                 | 904                    | 7                   |
| 4 | Остап'ївська сільська рада    | с. Остап'є       | с. Остап'є с. Запсілля с. Нове Остапове с. Олефіри с. Підгір'я с. Уханівка | 4,512     |                 | 1785                   | 3                   |
| 5 | Степанівська сільська рада    | с. Степанівка    | с. Степанівка с. Стефанівщина                                              |           |                 | 645                    | 8                   |
| 6 | Широкодолинська сільська рада | с. Широка Долина | с. Широка Долина с. Бехтерщина с. Суржки                                   |           |                 | 951                    | 5                   |

* Примітки: с. — село

## Список рад (до 2015 року)
Великобагачанський район поділявся на 2 селищним радам та 16 сільським радам, які об'єднують 74 населені пункти.
| №  | Назва                           | Центр              | Населені пункти | Площа км² | Місце за площею | Населення (2001), чол. | Місце за населенням |
| -- | ------------------------------- | ------------------ | --- | --------- | --------------- | ---------------------- | ------------------- |
| 1  | Великобагачанська селищна рада  | смт Велика Багачка | смт Велика Багачка с. Байрак с. Буряківщина с. Бутова Долина с. Гарнокут с. Довгалівка с. Затон с. Мала Решетилівка с. Пилипенки с. Шепелі | 5         |                 | 7496                   | 1                   |
| 2  | Гоголівська селищна рада        | смт Гоголеве       | смт Гоголеве |           |                 | 2686                   | 2                   |
| 3  | Багачанська Перша сільська рада | с. Багачка Перша   | с. Багачка Перша с. Пушкареве с. Семенівка с. Широке                                                                                       |           |                 | 1096                   | 10                  |
| 4  | Балакліївська сільська рада     | с. Балаклія        | с. Балаклія с. Колосівка с. Писарівщина с. Шипоші                                                                                          |           |                 | 715                    | 16                  |
| 5  | Білоцерківська сільська рада    | с. Білоцерківка    | с. Білоцерківка с. Герусівка с. Дзюбівщина с. Коноплянка с. Красногорівка с. Лугове с. Морозівщина с. Сидорівщина                          |           |                 | 2479                   | 3                   |
| 6  | Бірківська сільська рада        | с. Бірки           | с. Бірки с. Баланди с. Вишняківка с. Стінки                                                                                                |           |                 | 675                    | 17                  |
| 7  | Корнієнківська сільська рада    | с. Корнієнки       | с. Корнієнки с. Вишарі с. Мостовівщина с. Попове с. Трудолюбиве с. Цикали с. Шпирни                                                        |           |                 | 1338                   | 7                   |
| 8  | Кротівщинська сільська рада     | с. Кротівщина      | с. Кротівщина с. Лукаші с. Скибівщина |           |                 | 945                    | 14                  |
| 9  | Матяшівська сільська рада       | с. Матяшівка       | с. Матяшівка |           |                 | 965                    | 12                  |
| 10 | Михайлівська сільська рада      | с. Михайлівка      | с. Михайлівка с. Кульбашне с. Мар'янське                                                                                                   |           |                 | 904                    | 15                  |
| 11 | Остап'ївська сільська рада      | с. Остап'є         | с. Остап'є с. Запсілля с. Нове Остапове с. Олефіри с. Підгір'я с. Уханівка                                                                 | 4,512     |                 | 1785                   | 5                   |
| 12 | Подільська сільська рада        | с. Поділ           | с. Поділ с. Огирівка |           |                 | 1052                   | 11                  |
| 13 | Радивонівська сільська рада     | с. Радивонівка     | с. Радивонівка с. Володимирівка с. Іванівка с. Мар'янівка с. Перекопівка                                                                   |           |                 | 1621                   | 6                   |
| 14 | Рокитянська сільська рада       | с. Рокита          | с. Рокита с. Андрущине с. Говори с. Кравченки                                                                                              |           |                 | 1263                   | 8                   |
| 15 | Степанівська сільська рада      | с. Степанівка      | с. Степанівка с. Стефанівщина |           |                 | 645                    | 18                  |
| 16 | Устивицька сільська рада        | с. Устивиця        | с. Устивиця с. Грянчиха с. Дакалівка с. Підлуки с. Псільське                                                                               |           |                 | 2246                   | 4                   |
| 17 | Широкодолинська сільська рада   | с. Широка Долина   | с. Широка Долина с. Бехтерщина с. Суржки                                                                                                   |           |                 | 951                    | 13                  |
| 18 | Якимівська сільська рада        | с. Якимове         | с. Якимове с. Балюки |           |                 | 1220                   | 9                   |

* Примітки: с. — село

## Колишні населені пункти
| - Бути - Гнідаші - Городничі - Даценки - Деркачі - Дігтярі - Довженки | - Коломийці - Кравецьке - Кучері - Ляхів - Новоселівка - Павелківщина - Підгірці | - Рудка-Степ - Саї - Середнє - Скелі - Солонці - Трудове - Чугуї | - Зайців († 1986) - Киричаї († 1990) - Лейків († 1990) - Багачка († 1999) - Бондусі († 2009) - Малинщина († 2009) |